# Урожайний (Зональний район)
Урожа́йний (рос. Урожайный) — селище у складі Зонального району Алтайського краю, Росія. Входить до складу Зональної сільської ради.

## Населення
Населення — 188 осіб (2010; 245 у 2002).
Національний склад (станом на 2002 рік):
- росіяни — 89 %